# Michael Powell (Lacrossespieler)

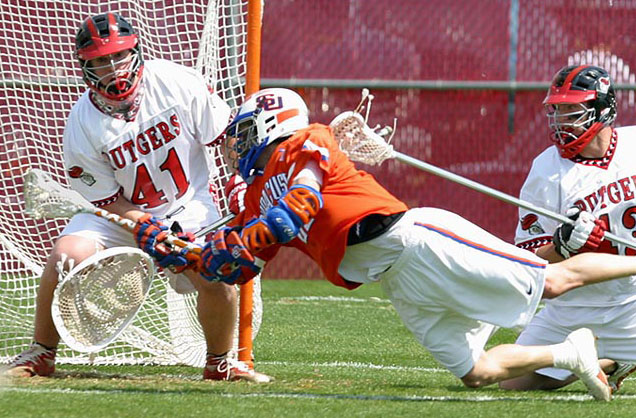
Michael Powell erzielt ein Tor für Syracuse gegen Rutgers (2004)

Michael Powell (* am 29. Oktober 1982 in Watertown, New York) ist ein US-amerikanischer Lacrosse-Spieler. Er spielt in der College-Liga NCAA und ist dort der meist ausgezeichnete Spieler aller Zeiten. Er war bereits viermal im ersten All-American-Team und hat als Erster und auch Einziger den Jack Turnbull Award vier Mal hintereinander verliehen bekommen. Außerdem ist er zweifacher Gewinner der Tewaaraton Trophy.
Seine beiden Brüder, Casey und Ryan haben ebenso viermal im ersten All-American-Team an der Syracuse University gespielt. Mikey Powell wird zurzeit als bester Lacrosse-Spieler aller Zeiten gehandelt. Trotz der Möglichkeit, in der Hallenlacrosse-Liga National Lacrosse League zu spielen, hat er diese bis heute nicht wahrgenommen.
Mikey war der Torschützenkönig der Lacrosse-Weltmeisterschaft 2006 und wurde in das „Weltteam“, welches fiktiv aus den besten Spielern der Welt besteht, gewählt. Er wird zusammen mit seinem Bruder Casey für seinen schwachen Auftritt im Weltmeisterschafts-Finale 2006 bis heute negativ kritisiert.

## Auszeichnungen
- Tewaaraton Trophy 2002
- Tewaaraton Trophy 2004
- Jack Turnbull Award 2001, 2002, 2003, 2004
- Major League Lacrosse All-Star Spiel MVP 2005